# D-glutammato ossidasi
La D-glutammato ossidasi è un enzima appartenente alla classe delle ossidoreduttasi, che catalizza la seguente reazione:
D-glutammato + H2O + O2 ⇄ 2-ossoglutarato + NH3 + H2O2